# Casavalle
Casavalle és un barri (barrio) del nord de Montevideo, Uruguai.

## Característiques
És un barri històric de Montevideo. Es va crear com a resultat del repartiment de les xacres «a l'altre costat del rierol dels Migueletes». El 1908 s'inicia un procés de repoblament de la zona a partir de l'impuls de Francisco Piria.
La zona és desigual quant als seus nivells de desenvolupament social. En la mateixa conviuen des de persones que no han acabat el primer cicle d'educació, fins a estudiants universitaris. Des d'indigents fins a professionals i comerciants.
A nivell oficial, s'han delegat fons i responsabilitats a les ONG però aquestes no han comptat amb el grau d'eficàcia necessari per produir canvis significatius i transformadors.
Casavalle és seu del cementiri més gran de Montevideo, el Cementerio del Norte.